# 天降之物Final 永遠的我的鳥籠
《天降之物Final 永遠的我的鳥籠》是2014年4月26日於日本上映的動畫電影。改編自水無月嵩的漫畫作品《天降之物》。中文名稱又另外譯作「天降之物Final 我永遠的主人」、「天降之物Final 我永遠的鳥籠」。

## 故事
從天而降並自稱「娛樂型人造天使」的不明生物伊卡洛斯，某天晚上與住在空美町的少年櫻井智樹相遇後共同生活，但卻從未對智樹展露過笑容。

和伊卡洛斯一同從天而降的不明生物寧芙、阿斯特蕾亞，在擺脫「主人」的掌控後，開始能夠自在地歡笑與生活；智樹也希望伊卡洛斯能像「普通的女孩」一樣露出笑容。

而智樹認為伊卡洛斯之所以不會笑，是因為他們之間存在著主從關係。然而，面對這突如其來的自由，伊卡洛斯會──

## 角色
櫻井智樹（聲：保志總一朗）

伊卡洛斯（聲：早見沙織）

寧芙（聲：野水伊織）

阿斯特蕾亞（聲：福原香織）

見月楚原（聲：美名）

風音日和（聲：日笠陽子）

守形英四郎（聲：鈴木達央）

五月田根美香子（聲：高垣彩陽）

卡俄斯（聲：豐崎愛生）

代達洛斯（聲：大龜明日香）

## 製作人員
- 原作：水無月嵩[4]
- 監督：齋藤久
- 編劇・動畫製作：黄樹弐悠
- 編劇監修：柿原優子
- 角色設計、總作畫監督：渡邊義弘
- SD、效果總作畫監督：鷲北恭太
- 美術：スタジオちゅーりっぷ
- 美術監督：前田實
- 色彩設計：金久保高央
- 攝影：T2studio
- 攝影監督：設樂希、橫山翼
- 編集：木村祥明
- 音響監督：高橋剛
- 音響效果：今野康之
- 音響製作：Glovision
- 音樂：岩崎元是
- 音樂製作人：植村俊一
- 音樂製作：日本古倫美亞
- 動畫製作：Production IMS

## 主題曲
主題歌「Always Smiling」
作詞、作曲、編曲：橋本由香利，歌：blue drops（吉田仁美&イカロス（早見沙織））
插入曲「ERASE」
作詞：五戸力&BOUNUCEBACK／作曲：五戸力／編曲：川田瑠夏，歌：blue drops（吉田仁美&イカロス（早見沙織））

## 外部連結
- 官方網站（页面存档备份，存于）（日語）